# Томашівка (Кам'янець-Подільський район)
Томаші́вка — село в Україні, в Новодунаєвецькій селищній територіальній громаді Кам'янець-Подільського району Хмельницької області.

## Географія
Подільське село Томашівка розташоване на подільській височині, в південно-західній частині України, за 45 кілометрів автошляхами від міста Кам'янець-Подільський. Селом тече річка Безіменна. Через поселення проходить автошлях Т 2304, який в Томашівкі перетинається з Т 2321.

### Клімат
Томашівка знаходяться в межах вологого континентального клімату із теплим літом.

## Історія
Поселення відоме з XVIII століття.
Сільська церква була з 1788 року.
В 1905 року було окреме село, зафіксована назва Мала Тернівка. До цього звалось також: «Тарнівка», «Тарнава Підлісна».
Внаслідок поразки визвольних змагань на початку XX століття, село надовго окуповане російсько-більшовицькими загарбниками.
До складу сучасної Томашівки входить колишнє село Мала Тернавка (Мала Тернівка). У ньому 18 листопада 1922 року відбувся бій загону отамана Якова Орла — Гальчевського у кількості до 16 осіб з агентурою ДПУ, бій тривав дві години. Під час бою був убитий соратник отамана — Онисько Рубака-Грабарчук. За наслідками бою повстанці були змушенні відступити.
Радянська окупація принесла колективізацію та розкуркулення, мешканці села зазнали репресій.
В 1932–1933 селяни села пережили Голодомор.
З 1991 року в складі незалежної України.
13 серпня 2015 року шляхом об'єднання сільських рад, село увійшло до складу Новодунаєвецької селищної громади, до цього було центром Томашівської сільської ради.
19 липня 2020 року, в результаті адміністративно-територіальної реформи та ліквідації Дунаєвецького району, село увійшло до складу Кам'янець-Подільського району.

## Населення
Населення становить 1125 осіб.

### Мова
У селі поширені західноподільська говірка та південноподільська говірка, що відносяться до подільського говору, який належить до південно-західного наріччя.
Розподіл населення за рідною мовою за даними перепису 2001 року:
| Мова       | Відсоток |
| ---------- | -------- |
| українська | 97,86 %  |
| російська  | 1,19 %   |
| вірменська | 0,79 %   |

## Відомі люди

### Народилися
- Дищук Іван Петрович (05.03.1937)  — український медик, науковець, доцент Чернівецького медінституту, який закінчив у 1965 році. Працював лікарем-невропатологом Буринської центральної районної лікарні Сумської області. Навчався в аспірантурі Чернівецького медінституту. У 1973 році захистив кандидатську дисертацію. У 1973—1978 роках — асистент кафедри психіатрії, з 1978 по 1987 рік — асистент кафедри нервових хвороб та психіатрії, з 1987 року — доцент цієї ж кафедри. У 1992—1998 роках — завідувач кафедри нервових хвороб та психіатрії. У 1977—1980 роках перебував у закордонному відрядженні в Алжирі на посаді завідувача клініки психіатрії Оранського університету. Автор 74 наукових праць. Нагороджений знаком «Відмінник охорони здоров'я».
- Коляновський Афанасій Миколайович (1925 — 2013) — український поет. Член Національної спілки письменників України від 1995 року.
- Костриба Петро Михайлович — український історик.